# Ламария
Ламария (также известная как Ламара или Ламиа; груз. ლამარია) — богиня в грузинской мифологии, в частности, почитавшейся у сванов, грузинской народности. Как и многие другие божества сванского пантеона, её имя происходит от персонажа христианской мифологии: в её случае от Марии, матери Иисуса. Ламария почиталась как богиня домашнего очага, покровительница скота и женщин, особенно рожениц. Также считалось, что она способствует плодородию сельских зерновых полей. Ламария также была известна как покровительница пчеловодства, хотя позднее эта функция была возложена на святого Георгия в сванской традиции.
Ламария ныне обычно классифицируется как богиня женских функций и пространств. Её почитали женщины либо в своих домах в отсутствие мужчин, либо в небольших святилищах в необитаемых пространствах за пределами деревни. Это отличалось от религиозных ритуалов, выполняемых мужчинами: либо в ходе церемоний внутри дома, либо в отдалённых храмах далеко в горах. Подношения, сделанные Ламарии, включали в себя ткани, ювелирные изделия и бусы. Иногда переносные очаги использовались для ритуалов в честь Ламарии за пределами жилищ.
Ламария также иногда ассоциировалась или считалась равнозначной Барбол, другой богини женских и домашних занятий. Некоторые исследователи предположили, что обе происходят от одного и того же дохристианского божества. Французский учёный Жорж Шарашидзе считал, что Ламария произошла от индоевропейского божества, возможно, осетин или их предков, алан. Он рассматривал Ламарию как богиню домашнего очага, схожую с римской богиней Вестой. Напротив, лингвист Кевин Туит рассматривал её как многогранную фигуру, демонстрирующую черты Весты, а также связи с дикой природой, как хевсурская богиня Самдзимари.
В Нижней Сванетии существовал «Праздник башни», который касался культа Ламарии. Во время него строилась снежная крепость, на её вершине помещалось священное дерево, а фигура богини прикреплялась к вершине дерева. Статуэтку сопровождал кинжал и деревянный фаллос, а её лицо закрывали. Водился хоровод, а дерево раскачивалось до тех пор, пока с лица Ламарии не спадало покрывало. Тогда деревенские дети наперегонки взбирались на башню и скидывали фигуру богини на землю. Антрополог Кевин Туит отмечал, что ритуал имел значительные элементы лиминальности.